# Juranits György
Juranits György (Horvátzsidány, 1787. március 25. – Peresznye, 1852. június 8.) bölcseleti és teológiai doktor, római katolikus plébános.

## Élete
Szegény sorsú szülők gyermeke. Kilépvén az elemi iskolákból, Nagyudvardon, gróf Niczky kastélyában mint fütő nyert alkalmazást, ahol magánszorgalom útján és titokban annyira elsajátította a latin nyelvet, hogy lehetővé tette kiképeztetését. Ugyanis a gróf észrevette észtehetségét és bámulatos szorgalmát és maga járt utána, hogy a kályhafütőből ember legyen. 1818-ban győri és 1819-ben pesti növendékpap volt és 1819. augusztus 30-án pappá szenteltetetvén, nemsokára a bölcseleti és teológiai oklevelet is megszerezte magának. Mint plébános szülőföldén kezdte meg működését, ahonnan 1844-ben Peresznyére (Sopron megye) ment. Kitűnő és nagy hírben álló matematikus volt.

## Munkái
- Praecipuum atque fundamentalem in Neutoniana motuum planetariorum theoria errorum pluribus demonstrat argumentis. Pesthini, 1818.
- Méltánylása azon beszédnek, melyet az ez évi Hirnök 47-ik száma szerint június 12-ik napján a jelen országgyűlés 17-ik kerületi ülésben a vallásbeli szabadságra s az oskolák magyar nemzeti oskolákká átalakítására nézve egy káptalani követ mondott. Kőszeg. 1843. 3.
- A földmozgásról...
- A peresznyeiek ártatlansága... 1848. (Ezzel beigazolta azon elterjedt gyanunak alaptalanságát, mintha a Viss és Peresznye között vívott ütközet alkalmából egy elesett huszár halálát peresznyeiek okozták volna, minek következtében a falu meg is kiméltetett a felpörzsöltetéstől.)

### Kéziratban
- Juranits György mathematikai kérdésének meghatározása. (Tudós értekezések gyűjteménye 188-256. 1. a Magyar Nemzeti Múzeumban.)